# السليل 2 (المضيبي)
السليل 2 منطقة سكنية تقع في ولاية المضيبي، التابعة لمحافظة شمال الشرقية في سلطنة عمان. يقدر عدد سكانها بـ 7 نسمة حسب إحصاء عام 2010 التابع للمركز الوطني للإحصاء والمعلومات الحكومي. رمز المنطقة هو 90210283.

## الوصلات الخارجية
- المركز الوطني للإحصاء والمعلومات، سلطنة عمان